# Ohio
O Ohio (raramente aportuguesado para Oaio) é um dos 50 estados dos Estados Unidos, localizado na Região Centro-Leste do país. O Ohio é um dos principais polos industriais do país. Localizado no centro da Região Centro-Leste dos Estados Unidos — a região mais industrializada do país — o Ohio possui com principal fonte de renda a manufatura. Outras fontes de renda importantes são finanças, a mineração de carvão — que ajudou a fazer do Ohio uma das principais potências industriais do país — a agricultura e o turismo.
A palavra Ohio, que significa na língua iroquesa "Algo Grande", "Grandes Águas", "Belo Rio", "Grande Rio" ou "Bom Rio", era utilizado por este grupo de nativos americanos para descrever o Rio Ohio. O cognome do Ohio é Buckeye State. O Buckeye é uma árvore do gênero Aesculus. Florestas compostas por árvores do gênero Aesculus cobriam anteriormente todo o estado, embora muito destas florestas tenham sido derrubadas para serem utilizadas como matérias-primas em diversas indústrias, bem como para dar espaço à agricultura. O Estado também reivindica o cognome de Mother of Modern Presidents (Mãe de Presidentes Modernos), uma vez que sete dos Presidentes dos Estados Unidos nasceram e cresceram no estado. Este título pertence, porém, à Virgínia, com um total de oito Presidentes. Os Presidentes americanos que nasceram em Ohio são Ulysses S. Grant, Rutherford B. Hayes, James A. Garfield, Benjamin Harrison, William McKinley, William Howard Taft e Warren G. Harding. Um oitavo Presidente, William Henry Harrison, morava no Ohio quando se tornou Presidente.
Os primeiros exploradores europeus a explorarem a região foram os franceses. Até 1763, a região do Ohio fazia parte da colônia francesa de Nova França, passando então para controle britânico. Com o reconhecimento da independência das Treze Colónias em 1783, os Estados Unidos passaram a controlar a região. O Ohio tornou-se o primeiro território do Território do Noroeste a ser elevado à categoria de Estado, e o 17.º a entrar na União, em 1 de março de 1803. A expansão em direção ao oeste e a construção de numerosas ferrovias no Estado, a descoberta de numerosos depósitos de carvão e uma sólida indústria agropecuária fizeram com que o Ohio tornasse em meados do século XIX uma grande potência industrial. Ulysses S. Grant, nativo de Ohio, foi um dos principais líderes da União durante a Guerra Civil Americana.
A rápida industrialização bem como a do Estado fez com que diversas pessoas nativas do Estado destacassem por suas invenções e pelo seu pioneirismo. Thomas A. Edison nasceu em Ohio e os Irmãos Wright cresceram no Estado. Outro nativo do Ohio famoso mundialmente é Neil A. Armstrong, a primeira pessoa a pisar na Lua.

## História

### Até 1803
Nativos americanos viviam na região onde atualmente localiza-se o Estado de Ohio cerca de dois milênios antes da chegada dos primeiros exploradores europeus. Os primeiros nativos americanos a instalarem-se na região foram uma tribo pré-histórica, chamada de Mound Builders — construtores de montes, por construírem pequenos montes de terra, para cerimônias culturais. Os mound buiders, tendo instalado-se na região em torno de 600 a.C. migrariam, em torno de 900 d.C. em direção ao Sul dos atuais Estados Unidos. Existem atualmente cerca de seis mil vestígios arqueológicos, entre tumbas, cemitérios e casas de rituais, dos mound builders, em Ohio. A região seria posteriormente ocupada por outros povos e tribos nativos americanas, como os hurões, os Delaware, os Ottawa, os Shawnee, e especialmente as tribos iroquesas. Os iroqueses dominavam a maior parte do atual Ohio durante os anos que precederam à chegada dos primeiros europeus à região.
O primeiro explorador europeu a explorar a região que atualmente constitui o Estado de Ohio foi o francês René-Robert Cavelier, tendo explorado a região 1670. Cavelier reivindicou toda a região à coroa francesa, e a região do Ohio passou a fazer parte da colônia francesa de Nova França. Os franceses, porém, pouco interessaram em colonizar e assentar a região, e apenas alguns poucos estabelecimentos comerciais foram estabelecidos por mercantes franceses, para comercializar com os indígenas locais.
Durante as primeiras décadas do século XVIII, o Reino Unido passou a reivindicar a região — bem como todas localizadas ao sul dos Grandes Lagos. Em 1747, um grupo de mercantes britânicos e colonos da Virgínia criaram uma companhia, a Companhia Ohio da Virgínia, com o objetivo de colonizar a região do vale do Rio Ohio e as áreas localizadas ao sudoeste do Lago Erie — regiões que atualmente constituem o Estado de Ohio. Esta companhia enviou um grupo de colonos liderados por Christopher Gist para explorar a região do Vale do Rio Ohio, tendo partido da Virgínia, e explorado o Ohio por cerca de dois meses.
Os franceses passaram a construir fortes na região de Ohio a partir do início da década de 1750. O próprio Gist, em 1753, a mando do governador da Virgínia, voltou para o Ohio, acompanhado com George Washington, para enviar uma mensagem aos franceses, para deixarem a região. Os franceses ignoraram a mensagem de Gist e Washington. As disputas entre os franceses e os britânicos sobre não somente a região de Ohio, bem como de toda a região em torno dos Grandes Lagos e do Rio São Lourenço, levaram eventualmente ao início da Guerra Franco-Indígena, em 1754. A guerra teve início em Ohio, quando uma milícia comandada por Gist e por Washington tentaram afastar à força os franceses da região, tendo sido derrotados pelas forças francesas. A Guerra Franco-Indígena perduraria até 1763, e terminou com vitória britânica. A guerra teve fim em 1763, com vitória britânica. Segundo os termos do Tratado de Paris, os franceses cediam todas as regiões a leste do Rio Mississippi aos britânicos, e todas as regiões da oeste do rio para os espanhóis. A região do Ohio passou a ser controlada pelos britânicos. Após o final da guerra, um chefe indígena Ottawa, Pontiac, que tinha boas relações com os franceses, rebelaram-se contra os britânicos. Pontiac lideraria numerosos ataques contra fortes britânicos em 1763 e 1764, e um ataque contra Detroit, em Michigan, em 1764. O ataque foi mal sucedido, e o Chefe Pontiac fugiu em direção à região de Illinois.
Durante a Guerra da Independência dos Estados Unidos, os diferentes grupos nativos americanos do Ohio estavam divididos, na questão de qual lado suportar, os rebeldes americanos ou os britânicos. Por exemplo, o líder shwanee Blue Jacket e o líder delaware Buckongahelas aliaram-se com os britânicos, enquanto que Cornstalk, um shawnee, e White Eyes, um delaware, buscaram estabeler relações amistosas com os americanos. Os americanos, porém, muitas vezes não diferenciavam entre nativos americanos amistosas e hostis. Corstalk foi assassinado por uma milícia americana, e possivelmente White Eyes tenha também sido assassinado por uma milícia americana.
Em 1780, o americano George Rogers Clark derrotou forças shwanee aliados dos britânicos. Um dos mais trágicos incidentes da guerra de independência, o Massacre Gnadenhutten de 1782 — ocorreu em Ohio. Após o final da guerra, sob os termos do Tratado de Paris, os Estados Unidos assumiram controle de todas as colônias britânicas a leste do Rio Mississippi, ao sul dos Grandes Lagos. O governo americano criou o Território do Noroeste em 1787, do qual o Ohio fazia parte. No mesmo ano, uma companhia mercantil comprou do governo americano terras localizadas no atual Ohio, tendo fundado em 7 de abril de 1788, o primeiro assentamento permanente do Ohio, Marietta. Esta logo tornou-se capital do Território do Noroeste, em julho do mesmo ano. Rapidamente, outros assentamentos seriam fundadas na região.
Os nativos americanos que se haviam aliado com os britânicos durante a guerra pela independência continuaram a atacar comunidades americanas após o fim da guerra pela independência em 1783. Em 1794, o General Anthony Wayne derrotou uma força nativa americana, em uma região próxima à atual cidade de Toledo. Em 1795, os nativos americanos aceitaram e ratificaram o Tratado de Greenville, onde concordavam em ceder cerca de 70% de todo o atual Ohio para o governo americano. Os nativos americanos assim fizeram graças à pressão do Chefe Tarhe, um chefe Wyandot. Graças ao tratado, a paz na região foi restabelecida, e mais americanos passaram a instalar-se na região.
Em 1800, o governo americano criou o Território de Indiana, a partir da porção ocidental do Território do Noroeste. O Ohio continuou a fazer parte do Território do Noroeste, sendo que a capital do Território foi mudada para Chillicothe, localizada no atual Ohio. De acordo com  o Northwest Ordinance, qualquer Estado formado a partir de áreas do Território do Noroeste seria admitida como um Estado quando sua população excedesse 60 mil habitantes. Apesar de que a população do Ohio fosse de apenas 45 mil em dezembro de 1801, o Congresso determinou que a população da região estava em rápido crescimento, e que o Ohio poderia iniciar o processo de elevação à categoria de Estado, assumindo que sua população iria exceder os 60 mil habitantes quando fosse elevada oficialmente à categoria de Estado.
Em novembro, as preparações para a secessão da região do Ohio do resto do Território do Noroeste, e para a criação do Estado de Ohio, foram iniciadas. No mesmo mês, uma convenção constitucional criou a primeira constituição do Ohio. Em 19 de fevereiro de 1803, o Presidente Jefferson assinou um ato no Congresso dos Estados Unidos que reconhecia o Ohio como o 17º Estado americano. À época, a declaração oficial do estatuto de Estado ainda não era um costume do Congresso americano, costume que seria iniciado com a elevação da Louisiana à categoria de Estado, em 1818. Em 7 de agosto de 1953, o ano do 150º aniversário do Ohio, o então Presidente americano Dwight D. Eisenhower assinou um ato que oficialmente declarava 1 de março como a data onde o Ohio fora oficialmente elevada à categoria de Estado, e fazendo parte da União.

### 1803–1900

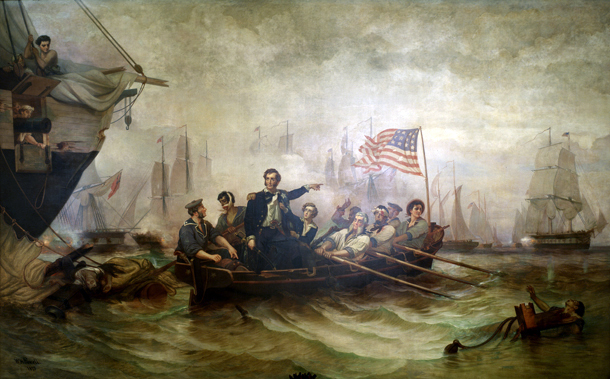
Ohio participou ativamente durante a Guerra de 1812. Aqui, o Comandante Oliver H. Perry comanda as tropas americanas contra as forças britânicas no Lago Erie, na Batalha de Lake Erie. A vitória americana nesta batalha evitou uma possível anexação do Ohio por parte do Reino Unido.

A Compra da Louisiana, efetuada ainda em 1803, fez com que a economia do Estado passasse a crescer rapidamente, uma vez que os produtos produzidos no estado podiam ser facilmente escoados via Rio Mississippi e seus afluentes até ao porto de New Orleans. Anualmente, grandes quantidades de navios navegaram entre New Orleans e pequenos centros portuários no Ohio, transportando produtos agropecuários produzidos no estado até New Orleans, onde então eram escoados para outras regiões.
Em 1812, teve início uma guerra entre os Estados Unidos e o Reino Unido, que ficou conhecida como a Guerra de 1812. Ohio foi palco de uma das batalhas mais importantes e famosas, a Batalha de Lake Erie, realizada em 10 de setembro de 1813. Nesta batalha, nove navios americanos, comandados pelo Comandante Oliver H. Perry, enfrentaram seis navios britânicos, no lago Erie. Da batalha resultou a vitória americana. Em consequência deste feito o lago Erie ficou sob domínio americano, assim como o Território do Noroeste. Isto aumentou o moral da população e dos soldados americanos, após uma série de derrotas americanas no percorrer da guerra.
Após o final da guerra, com o desenvolvimento da economia, a população de Ohio cresceu drasticamente. Milhares de pessoas passaram a instalar-se anualmente no estado, muitos vindos de outros estados americanos mas também vindos de países europeus — especialmente, alemães e britânicos.
Em 1835, quase que se iniciou uma guerra entre Michigan e Ohio, por causa da disputa de um estreito trecho de terra no extremo noroeste de Ohio. Esta guerra, que ficou conhecida como Guerra de Toledo pois abriga uma cidade com esse nome, foi somente evitada devido à intervenção do governo federal. Em 1836, o governo americano cedeu este pedaço de terra ao Ohio e o estado assumiu os seus limites atuais.
O comércio hidroviário entre Ohio e New Orleans continuou, e a necessidade de navios mais econômicos e eficientes fizeram com que navios a vapor passassem a serem utilizados regularmente, substituindo os antigos navios à vela. O primeiro navio a vapor a navegar pelo Rio Mississippi foi o New Orleans, em 1811, e o primeiro a navegar no Lago Erie foi o Walk-in-the-Water, em 1818. Em 1825, foi inaugurado o Canal de Erie. Em 1832, uma extensão deste canal, o Canal de Ohio, foi finalizada, conectando Cleveland e Portsmouth. Em 1845, outra extensão do Canal de Erie, o Canal de Miami, foi inaugurada, conectando Toledo e Cincinnati.
Os numerosos canais hidroviários do Ohio serviram como movimentadas rotas comerciais por mais de 25 anos. Mas partir da década de 1830, passaram a serem construídas em grande quantidade ferrovias . Um grande e moderno sistema ferroviário e hidroviário de transporte fez com que a indústria agropecuária do Estado se desenvolvesse drasticamente durante a década de 1840, e o Ohio tornou-se um líder da indústria agropecuária americana. A economia do Ohio viria a diversificar-se com a crescente expansão do sistema de transportes do Estado, e rapidamente a manufatura tornou-se também uma grande fonte de renda. Em 1841, William Henry Harrison tornou-se a primeira pessoa nativa do Ohio a assumir a presidência dos Estados Unidos.
Ohio teve um papel essencial na Guerra Civil Americana. A maior parte da população do Estado era abolicionista, isto é, era contra o uso do trabalho escravo. Muitos abolicionistas ajudaram milhares de escravos americanos a fugirem, antes e durante a Guerra Civil, sendo que eram transportados dos Estados abolicionistas até ao Ohio ou o Canadá via Rio Mississippi, Rio Ohio ou via ferrovias. Diversas pessoas-chave das forças da União eram nativos do Ohio, entre eles, o Generais Ulysses S. Grant e William T. Sherman. Além disso, Ohio forneceu cerca de 345 mil soldados, mais do que a cota pedida pelo Presidente Abraham Lincoln para o Estado. O único conflito armado em Ohio ocorreu em 1863, quando tropas confederadas, lideradas pelo General John Hunt Morgan, realizaram uma incursão da Confederação em direção ao norte, destruindo qualquer infraestrutura americana que encontrassem pela frente. Morgan seria capturado em Ohio, mas conseguiu fugir e voltar em segurança para a Confederação.
Após o fim da Guerra Civil Americana, o crescimento econômico do Ohio aumentou drasticamente. Dezenas de milhares de pessoas de outros estados americanos e de outros países passaram a instalar-se anualmente em Ohio. A indústria de manufaturação desenvolveu-se rapidamente, e superou na década de 1870 a agropecuária como a principal fonte de renda do Estado. Em 1869, o Cincinnati Red Stockings — atual Cincinnati Reds — tornou-se a primeira equipa profissional de basebol do país. O grande crescimento industrial do Ohio promoveria também uma revolução tecnológica no Estado; e numerosos inventores reconhecidos mundialmente são nativos do Ohio. Entre eles, destaca-se Thomas Edison. A presença de recursos naturais tais como o carvão também auxiliou o Ohio a tornar-se uma grande potência industrial.
Durante o final do século XIX, quatro pessoas nativas do Ohio assumiram a presidência dos Estados Unidos. Estas pessoas foram Ulysses S. Grant — o grande General da União durante a Guerra Civil — Rutherford B. Hayes, James A. Garfield e Benjamin Harrison. William McKinley, embora não sendo um nativo de Ohio, pois nasceu na Virgínia, mas passou a maior parte de sua infância no Ohio, assumiu a presidência do país em 1897. Em 1909, William Howard Taft, tornou-se na sétima pessoa nativa do Ohio a assumir a presidência americana.

### 1900–Tempos atuais
Durante os anos finais da década de 1890, o governo do Ohio foi afetado gravemente por um escândalo de corrupção política, envolvendo diversos oficiais do governo do Ohio e das maiores cidades do Estado. Por causa deste escândalo político, grandes reformas foram instituídas no governo durante a década de 1900. Ainda nesta década, os Irmãos Wright — um deles, Orville, nativo do Ohio — realizariam numerosos voos pioneiros em seus aviões no estado.
Em 1913, grandes enchentes — os piores da história do Estado — abateram-se sobre o Ohio. Estas enchentes causaram cerca de 350 mortes, e mais de 100 milhões de dólares em prejuízos. Por causa disto, o Legislativo do Estado instituiu em 1914 um programa de conservação, para evitar que futuras enchentes provocassem o mesmo estrago. Numerosos diques e represas foram construídas ao longo do Estado durante a década de 1910 e de 1920. O governo federal construiu outros 20 diques e represas no Estado. Warren G. Harding tornou-se o sétimo e último nativo do Ohio a assumir a presidência dos Estados Unidos em 1921.
A Primeira Guerra Mundial acelerou o crescimento da economia do Estado, graças à grande produção de material bélico. O crescimento continuou durante a década de 1920, embora de forma desigual — a indústria de manufatura prosperava, enquanto que fazendeiros enfrentavam crescentes dificuldades por causa da deflação e da crescente concorrência de outros países no mercado internacional. Isto aumentou a migração das áreas rurais em direção às cidades, e no final da década, mais pessoas viviam em cidades do que em áreas rurais. Ohio tem uma das mais altas taxas de violência do país.
A economia baseada na agropecuária e na manufatura fez com que o Ohio fosse um dos Estados americanos mais afetados pelos efeitos da Grande Depressão. As taxas de desemprego aumentaram drasticamente, para mais de 35%, entre trabalhadores urbanos, enquanto que a drástica queda dos produtos em geral fizeram com que numerosos fazendeiros endividassem pesadamente, com muitos perdendo suas fazendas. O governo federal e o governo do Estado instituíram numerosos programas de assistência social e econômica no Ohio. Em 1934, por exemplo, a construção de um projeto de controle de enchentes foi iniciada no vale do Rio Muskigum, tendo sido inauguradas em 1938 — não sem antes terem sido batizadas em uma "prova de fogo", em 1937, quando este sistema, ainda não finalizado, impediu que grandes e súbitas enchentes no Rio Ohio causassem grande destruição em cidades próximas.
Os efeitos da Grande Depressão terminaram com a entrada dos Estados Unidos na Segunda Guerra Mundial, e o Estado passou a produzir grande quantidade de material bélico para os esforços de guerra. Após o fim da guerra, diversas agências governamentais instalaram no Estado centros de pesquisas e de testes, nas áreas de pesquisa de energia nuclear e na indústria aeroespacial. A abertura do Canal Marítimo do São Lourenço passou a fornecer um caminho rápido e eficiente entre o Oceano Atlântico e os Grandes Lagos, e as cidades portuárias do Ohio beneficiaram-se muito a inauguração deste canal. Diversos programas estaduais incentivaram o crescimento industrial, tais como cortes fiscais, o financiamento da construção de centros industriais, e a oferta de eletricidade de baixo custo. No final da década de 1960, o Ohio era o quarto maior exportador de produtos industrializados do país.
O crescimento industrial do Estado continuou até o início da década de 1970. O Ohio passou por uma severa recessão econômica nas décadas de 1970 e de 1980, por causa do súbito aumento dos preços de combustível, da crescente concorrência de produtos industrializados estrangeiros tanto no mercado internacional quanto no mercado doméstico, e por causa da mudança de fábricas americanas do Ohio para Estados da região Sul americana, onde custos operacionais são mais baixos, ou mesmo para outros países. Esta recessão fez com que o crescimento populacional do Estado estagnasse, e somente terminou nos anos finais da década de 1980, quando preços de combustíveis mais baratos, bem como sua maior abundância, estimularam a industrialização do Estado. A mudança de fábricas em direção a outras regiões onde custos operacionais são mais baixos, porém, continua.
Em 1971, o governo do Ohio implementou um imposto de renda. O Estado obteve 373 milhões de dólares no ano seguinte através do imposto de renda cobrado. Por causa da crise financeira enfrentada pelo Estado a partir da década de 1970, o governo passou a gradualmente aumentar o imposto de renda. Em 1995, o imposto de renda cobrado no Estado gerou mais de 4,5 bilhões de dólares, crescendo mais do que doze vezes em um período de duas décadas, período no qual o crescimento populacional do Estado estagnara e a população do Estado permanecera estável. George V. Voinovich foi eleito em 1990, prometendo diminuir impostos e gastos públicos. Gastos públicos diminuíram, primariamente através de cortes em serviços de ajuda socioeconômica a necessitados. No lugar, Voinovich aumentou gastos na educação. Com a melhora da economia do Estado no início da década de 1990, Voinovich foi reeleito em 1994.
Por causa da força da indústria de manufatura na região, o Ohio, desde o final do século XIX, sofria com a poluição, tanto atmosférica quanto a poluição de rios e lagos, por causa das numerosas fábricas do Estado ou da dependência de usinas termoelétricas a carvão para a geração de eletricidade. Em 1985, a população do Ohio aprovou em um referendo o investimento de 100 milhões de dólares em um programa de pesquisa que visava criar uma usina termoelétrica a carvão "limpa". Em 1993, a primeira destas usinas foi inaugurada. No mesmo ano, a população do Estado aprovou em um referendo o investimento de 200 milhões de dólares para as melhorias e a expansão do sistema estadual de parques e reservas naturais. O Estado também tem se esforçado para limpar seus rios e lagos por causa da ajuda da população.

## Geografia

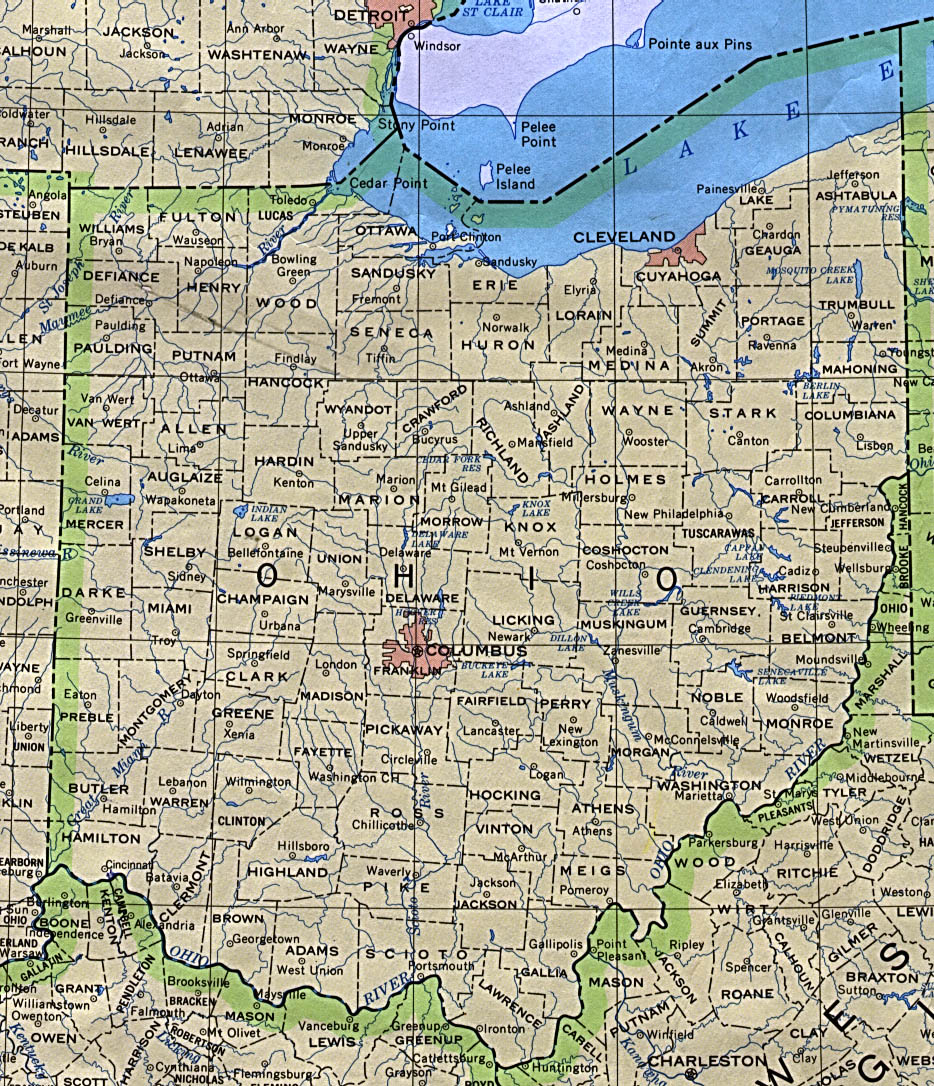
Mapa do Ohio e de seus 88 condados

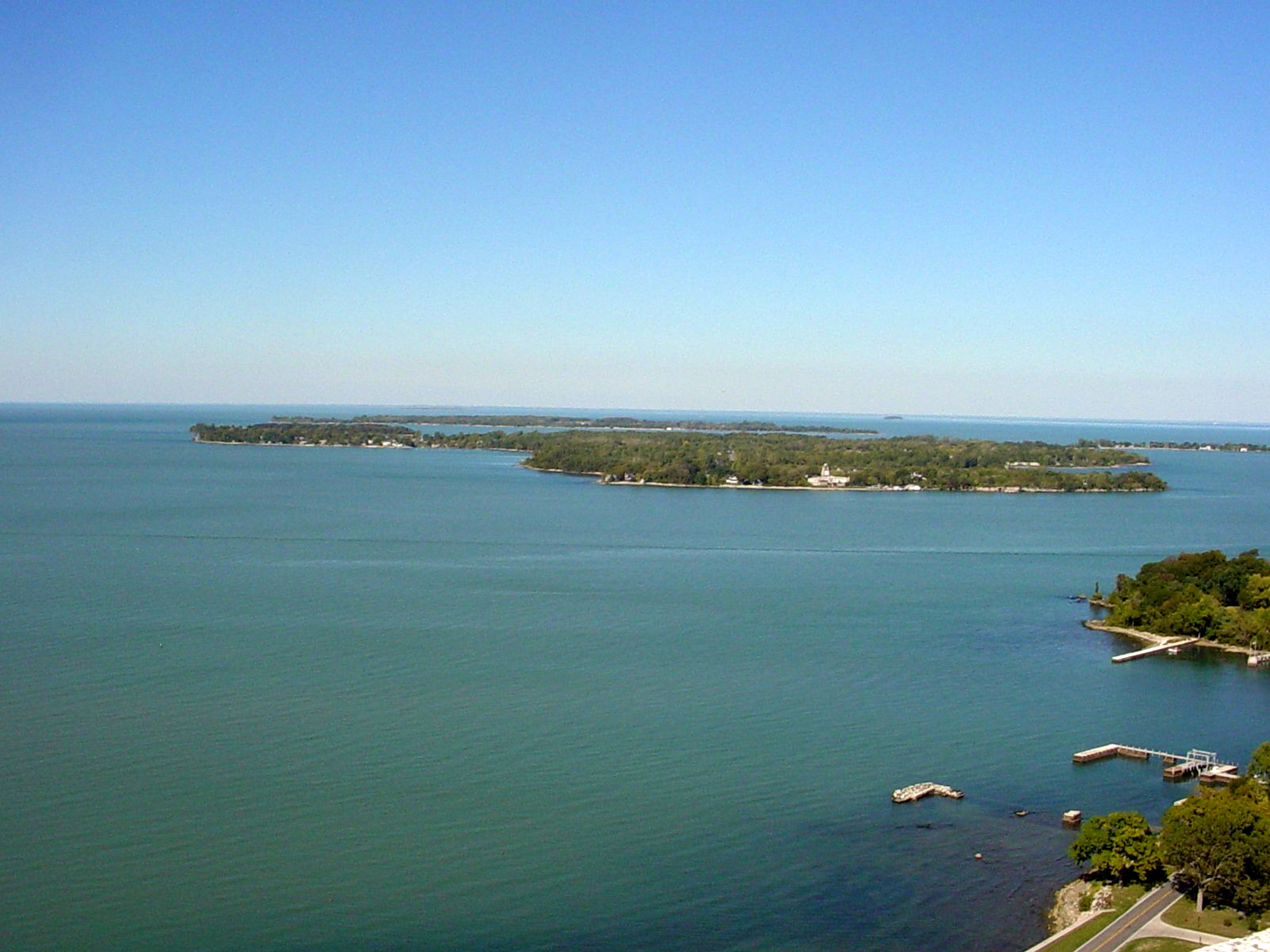
Vista das Ilhas do Lago Erie, localizadas no lago homônimo.

O Ohio limita-se ao norte com o Michigan e o Lago Erie, a leste com a Pensilvânia, a sul com a Virgínia Ocidental e o Kentucky, e a oeste com o Indiana. Do outro lado do Lago Erie localiza-se a província canadense de Ontário.
Com um pouco mais de 116 mil km2, é o 34º maior estado americano em área do país. O litoral do Ohio com o Lago Erie possui cerca de 502 km de comprimento, incluindo 85 km da reentrância formada pela Baía de Sandusky e 106 km de litoral formado por ilhas localizadas no Lago Erie. O Estado possui mais de 2,5 mil lagos e lagoas, além de outros 180 reservatórios artificiais. O maior lago do Estado é o Grand Lake, que possui 5.140 hectares de área. O Ohio possui cerca de 70.800 km de rios e riachos. O principal rio do Estado é o Ohio — que atua como fronteira entre o Ohio e a Virgínia e o Kentucky. Outros rios importantes são os rios Cuyahoga, Maumee, Miami, Muskingum e o Scioto. Cerca de 25% do estado é coberto por florestas.
A maior parte do solo do Ohio, com exceção de uma pequena região no centro-sul do Estado e de uma área excecionalmente plana no noroeste, conhecida como o "Grande Pântano Negro", é formada por planícies glaciais. Estas regiões glaciais foram uma vez anteriormente cobertas por uma espessa camada de gelo, em eras glaciais relativamente recentes — a última tendo ocorrida cerca de dez mil anos antes de Cristo. A maior parte do Estado possui uma baixa altitude.
O Ohio pode ser dividido em quatro distintas regiões geográficas:
- As Planícies dos Grandes Lagos localizam-se ao longo do litoral do Estado com o Lago Erie, e cobrem todo o norte do Ohio. É uma região relativamente estreita, com cerca de 8 km de largura na sua extremidade oriental, aumentando para mais de 80 km na extremidade ocidental. Caracteriza-se pelo seu solo pouco acidentado, relativamente plano, e de suas baixas altitudes, as menores do Estado — de 139 metros acima do mar no extremo nordeste do Estado. Caracteriza-se também pelo seu solo relativamente fértil.
- As Planícies Till ocupam todo o oeste do Ohio. As altitudes destas planícies aumentam gradativamente, à medida que se viaja em direção ao sul. Estas planícies possuem poucos acidentes geográficos, e caracterizam-se pelas seus morros baixos e largos. O ponto mais alto do Ohio localiza-se no sul desta região, no extremo sudoeste do Estado, com seus 472 metros de altitude.
- O Planalto dos Apalaches ocupa toda a região oriental do Ohio. Caracteriza-se pelo seu terreno rochoso e acidentado. Esta região abriga a maior parte dos principais depósitos minerais do Estado, como carvão, gás natural e granito.
- A Região Bluegrass ocupa uma pequena região no centro-sul do Estado. Esta região caracteriza-se pelo seu terreno pouco acidentado, pelos seus pastos e pelo seu solo fértil.

### Clima
O clima do Ohio é temperado, com quatro distintas estações, apresentando verões quentes e invernos frios. Porém, o tempo no Estado varia bastante de estação para estação. O tempo no Ohio é relativamente instável, e o tempo em um dado dia pode mudar repentinamente e drasticamente, especialmente no inverno. O principal motivo desta instabilidade é a ausência de obstáculos geográficos no estado e em suas proximidades, que permitem o rápido movimento de correntes de ar vindas de quaisquer direções ao longo do Estado.
As temperaturas no Ohio caem à medida que a latitude aumenta. A temperatura média do Estado no inverno é de -5°C no norte do Estado, -2 °C na região central e de 2 °C no sul. A média das mínimas é de -6 °C no norte, -4 °C na região central e de -2 °C no sul. A média das máximas é de 2 °C no norte, 5 °C na região central e 8 °C no sul. Mínimas variam entre -40 °C e 5 °C, e máximas variam entre -30 °C e 15 °C. A temperatura mais baixa já registrada no Ohio, -38 °C, foi em Milligan, em 10 de fevereiro de 1899.
A temperatura média no verão no norte é de 21 °C (de 20 °C no extremo nordeste), e de 24 °C no sul. A média das mínimas é de 15 °C no norte, 16 °C na região central e de 18 °C no sul. A média das máximas é de 28 °C no norte e na região central e de 30 °C no sul. Mínimas variam entre 8 °C e 26 °C, e máximas variam entre 16 °C e 38 °C. A temperatura mais alta já registrada no Ohio é de 45 °C, registrada em 21 de julho de 1934, em Gallipolis.
A taxa de precipitação média anual do Ohio é de 97 centímetros anuais. Estas taxas são maiores no sul e nas regiões montanhosas do nordeste do Estado — que podem receber mais de 120 centímetros anuais — e menores ao longo do Lago Erie e no noroeste do Estado — que recebem menos de 85 centímetros anuais. Toledo recebe cerca de 80 centímetros anuais de precipitação. As taxas de precipitação média anual de neve no Ohio é de 74 centímetros. Estas taxas aumentam à medida que se viaja em direção a leste e ao norte. A montanhosa região nordeste do Ohio recebe em média cerca de 254 centímetros anuais de neve, e por isto, possui vários resorts de esqui.

## Política

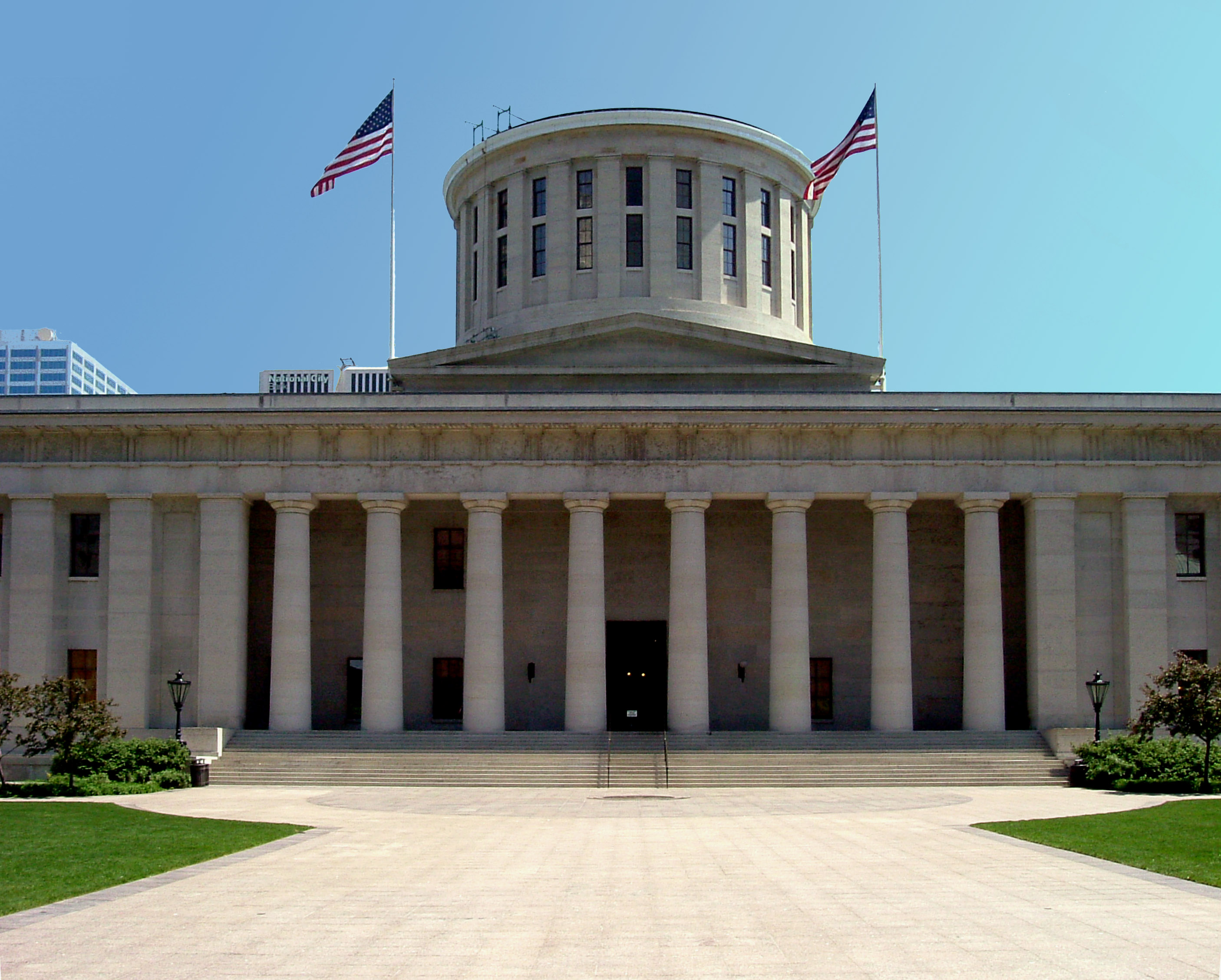
Capitólio Estadual do Ohio em Columbus.

A atual Constituição do Ohio foi adotada em 1864. Emendas à Constituição são propostas pelo Poder Legislativo do Ohio, e para ser aprovada, precisa ser aprovada por ao menos 51% do Senado e da Câmara dos Representantes do Estado, em duas votações sucessivas, e então por 51% ou mais da população eleitoral do Ohio, em um referendo. A população do Estado também pode propor emendas à Constituição através da realização de abaixo-assinados, onde são necessários ao menos a assinatura de 10% das pessoas que votaram no último referendo ou eleição estadual para governador realizada no Estado. Caso este abaixo-assinado tenha um mínimo de 10% de assinaturas, a emenda então é revisada pelo Legislativo, e passada à votação em um referendo, onde o voto a favor de ao menos 51% dos votantes em dois referendos consecutivos é necessário. Se esta emenda é aprovada por 51% ou mais dos votantes em ambas as votações, a emenda é automaticamente aprovada. Emendas também podem ser propostas e introduzidas por convenções constitucionais, que precisam receber ao menos a aprovação de 67% dos votos de ambas as câmeras do Poder Legislativo e 51% dos eleitores do Estado em uma eleição geral, ou de 51% dos eleitores do Estado em uma eleição realizada periodicamente a cada 20 anos.
O principal oficial do Poder Executivo do Ohio é o governador. Este é eleito pelos eleitores do Estado para mandatos de até quatro anos de duração. Uma dada pessoa pode exercer o cargo de governador quantas vezes quiser, mas não duas vezes em seguida. O governador é responsável por indicar numerosos oficiais do Executivo e do Judiciário. Porém, todas suas indicações precisam ser aprovadas pelo Senado do Estado. Todos os oficiais do Executivo escolhidos pelo governador não podem servir dois termos de ofício consecutivos.
O Poder Legislativo do Ohio é constituído pelo Senado e pela Câmara dos Representantes. O Senado possui um total de 33 membros, e a Câmara dos Representantes, 99 membros. O Ohio está dividido em 33 distritos legislativos. Os eleitores de cada distrito elegem um senador e três membros representantes, que irão representar tal distrito no Senado e na Câmara dos Representantes. O termo dos senadores é de quatro anos, e dos membros da Câmara dos Representantes, de dois anos. Uma dada pessoa não pode exercer duas vezes consecutivas o cargo de senador, e não pode exercer mais do que dois termos consecutivos como membro da Câmara dos Representantes.
A corte mais alta do Poder Judiciário do Ohio é a Suprema Corte do Ohio, composta por sete juízes. Estes juízes são eleitos pela população do Estado para mandatos de até seis anos de duração. O Ohio também possui doze Courts of Appeals (cortes de caráter regional), e cada condado administra uma Corte Judicial de caráter regional. O Ohio está dividido em doze distritos judiciais, onde operam cada uma das cortes da Court of Appeals. Cada uma das cortes da Court of Appeals possuem oito juízes, eleitos pela população do Estado para mandatos de até seis anos de duração. Todas os juízes das cortes regionais — compostas por três a doze juízes — são eleitos pela população dos respectivos condados para mandatos de até seis anos de duração.
O Ohio está dividido em 88 condados. Estes condados são governados por conselhos de comissários compostos por três membros — com exceção do Condado de Summit, governado por um administrador-chefe e um Conselho de sete membros. Qualquer área urbana com mais de cinco mil habitantes é considerada uma cidade primária (city). O Estado não possui cidades secundárias (towns). Qualquer área urbana com menos de cinco mil habitantes é considerada uma vila. A maior parte das cidades e vilas do Ohio é governada por um prefeito e um conselho municipal, sendo o restante governada por um administrador e um Conselho ou por um Conselho de Comissários.
Cerca de 55% da receita do orçamento do governo do Ohio é gerada por impostos estaduais, sendo o restante proveniente de verbas fornecidas pelo governo federal e de empréstimos. Em 2002, o governo do Estado gastou 52,594 bilhões de dólares, tendo gerado 45,439 bilhões de dólares. A dívida governamental do Ohio é de 20,009 bilhões de dólares. A dívida per capita é de 1754 dólares, o valor dos impostos estaduais per capita é de 1764 dólares, e o valor dos gastos governamentais per capita é de 4 610 dólares.
Politicamente, a maior parte do Estado é dominado pelo Partido Republicano. Porém, o Partido Democrata possui grande força no Condado de Clark, condado que abriga metade da população do Estado. No geral, o Ohio não é dominado politicamente por nenhum dos partidos. Em eleições para governador, os democratas elegeram mais governadores do que republicanos, embora nas últimas décadas eleições governamentais tenham sido acirradas, com número similares de democratas e republicanos sendo eleitos para governador. Desde 1964, com a eleição do democrata Lyndon B. Johnson, todos os presidentes eleitos contaram com os votos do estado de Ohio no colégio eleitoral, tornando-o um dos mais disputados swing states do país.

## Demografia
De acordo com o censo nacional de 2000, a população do Ohio em 2000 era de 11 353 140 habitantes, um crescimento de 4,2% em relação à população do Estado em 1990, de 10 887 325 habitantes. Uma estimativa realizada em 2005 estima a população do Estado em 11 464 042 habitantes, um crescimento de 5,2% em relação à população do Estado em 1990, de 1%, em relação à população do Estado em 2000, e de 0,1% em relação à população estimada em 2004.
O crescimento populacional natural do Ohio entre 2000 e 2005 foi de 217 877 habitantes — 789 312 nascimentos menos 571 435 óbitos — o crescimento populacional causado pela imigração foi de 75 142 habitantes, enquanto que a migração interestadual resultou na perda de 177 150 habitantes. Entre 2000 e 2005, a população do Ohio cresceu em 110 897 habitantes, e entre 2004 e 2005, em 13 899 habitantes. Cerca de 3,4% da população do Estado (340 mil habitantes) não nasceram nos Estados Unidos.
6,6% da população do Ohio possui menos de 5 anos de idade, 25,4% possui menos de 18 anos, e 13,3% possui 65 anos de idade ou mais. Pessoas do sexo feminino compõem aproximadamente 51,4% da população do Estado.

### Raça e etnias

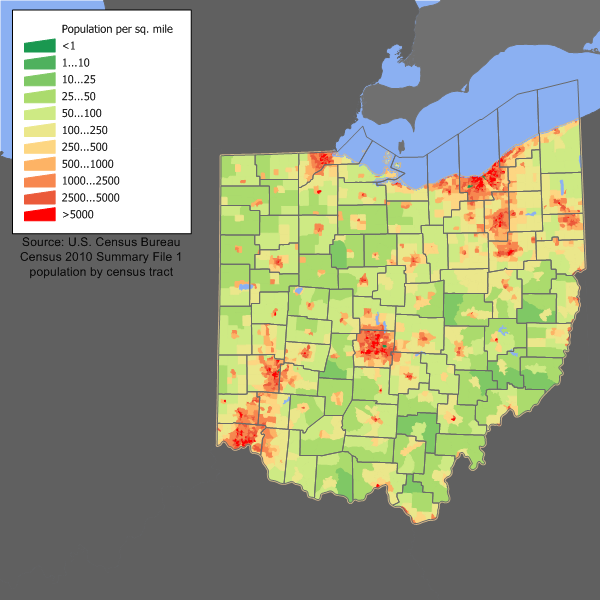
Distribuição da densidade populacional do Ohio.

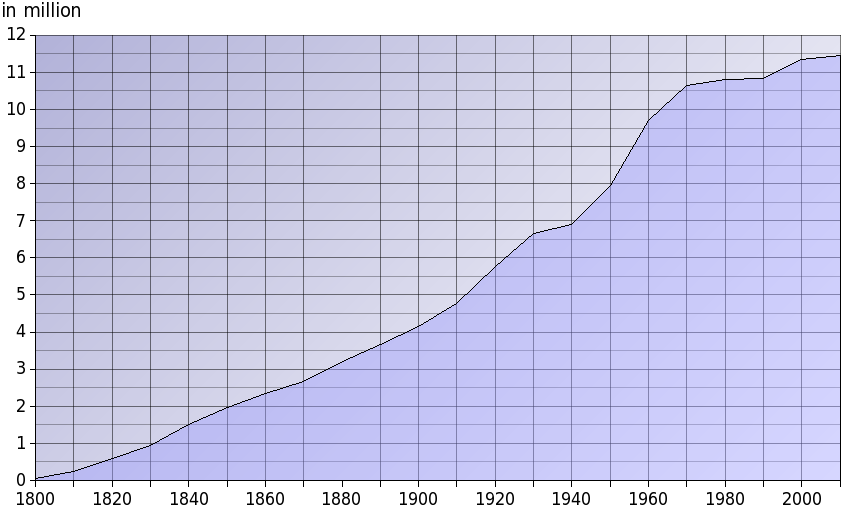
Crescimento populacional do Ohio desde 1800

Composição racial da população do Ohio de acordo com o U.S. Census Bureau 2010:
- 81,1%  brancos não-hispânicos
- 12,2%  afro-americanos
- 3,1%   Hispânicos
- 2,1%   multi-racial|Duas ou mais raças
- 1,2%   asiáticos
- 0,2%   povos ameríndios

Os cinco maiores grupos étnicos do Ohio são alemães (que compõem 25,2% da população do Estado), irlandeses (12,7%), afro-americanos (11,5%), britânicos (9,2%) e americanos (8,5%).
Até a Segunda Guerra Mundial, menos de 5% da população do Ohio eram afro-americanos, sendo a vasta maioria do restante brancos. Entre as décadas de 1940 e de 1960, milhares de afro-americanos do sul americano migraram para o Ohio. Após a guerra, grandes números de hispânicos americanos também migraram para o Ohio. Crescimento populacional devido à migração interestadual continuou até a década de 1970. Com o início de uma crise financeira, o Estado passou a perder habitantes devido à migração interestadual, perda que continua até os dias atuais. Quanto à imigrantes, o Ohio recebeu alemães, irlandeses, e ingleses em grandes números entre as décadas de 1860 e 1920. A partir da década de 1960, asiáticos e mexicanos passaram a se instalar no Estado em grandes números, imigração que continua até os dias atuais.
A etnia alemã é a etnia predominante na maioria dos condados do Ohio, especialmente no noroeste do Estado. Habitantes do Ohio de ascendência americana e britânica estão presentes em todo o Estado, particularmente na região centro-sul do Estado. As cidades de Cleveland e de Cincinnati possuem grandes comunidades afro-americanas. Cleveland e Toledo possuem grandes comunidades hispânicas, enquanto que Cleveland e Columbus possuem as maiores comunidades asiáticas do Estado.
6,6% da população do Ohio possuem menos de 5 anos de idade, 25,4% possuem menos de 18 anos de idade, e 13,3% possuem 65 anos ou mais de idade. Pessoas do sexo feminino compõem aproximadamente 51,4% da população do Estado, e pessoas do sexo masculino, 48,6%.

### Religião
Percentagem da população do Ohio por afiliação religiosa:
- Cristianismo – 76%
  - Protestantes – 56%
    - Igreja Batista – 10%
    - Igreja Metodista – 8%
    - Igreja Presbiteriana – 3%
    - Igreja Luterana – 3%
    - Igreja Unida de Cristo – 3%
    - Igreja Pentecostal – 4%
    - Amish – 1%
    - Quakers – 1%

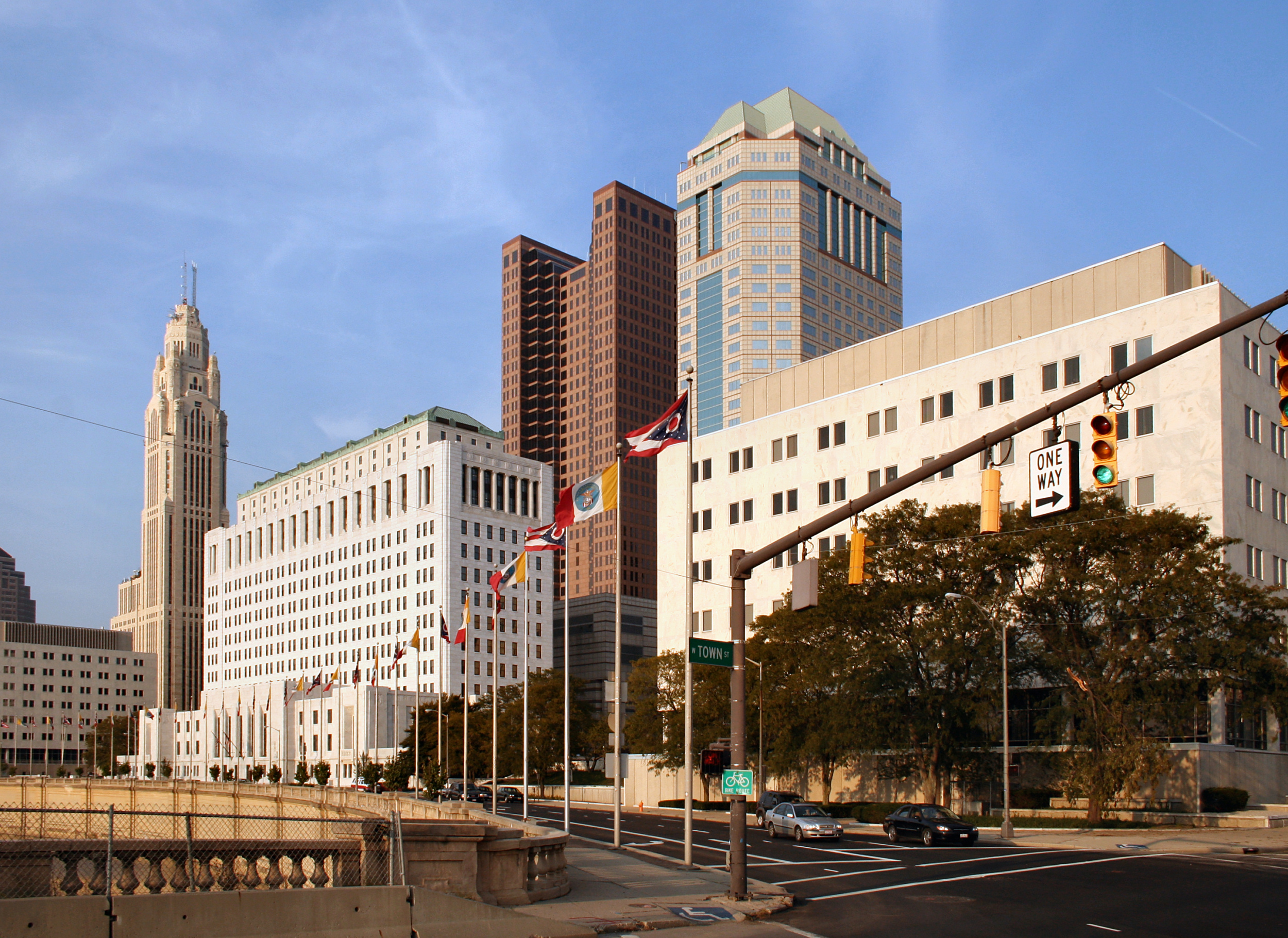
Columbus.

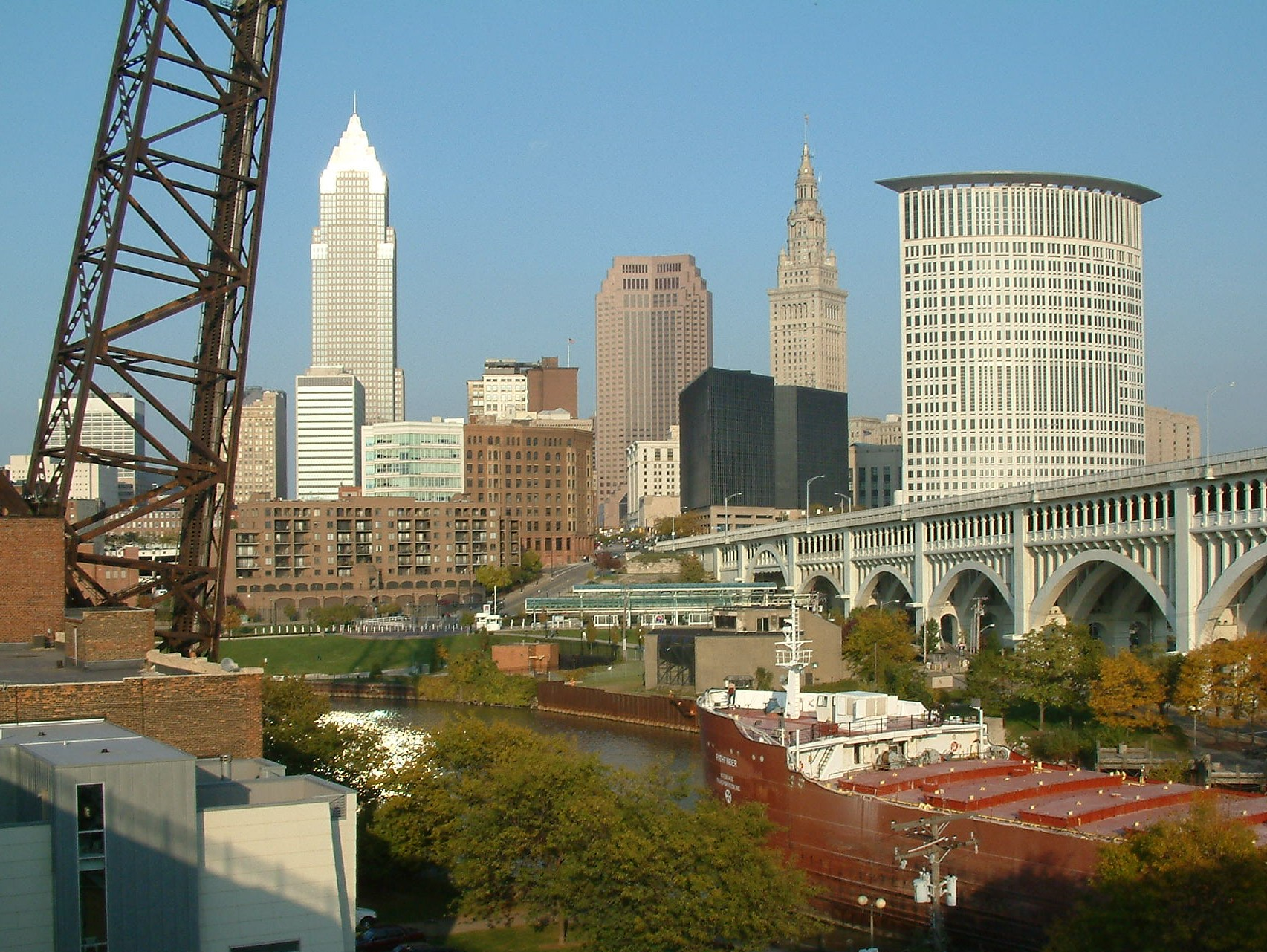
Cleveland.

    - Outras afiliações protestantes – 23%

  - Igreja Católica Romana – 18%
  - Outras afiliações cristãs – 2%
- Judeus – 1%
- Outras religiões – 3%
- Sem religião – 20%

De acordo com os dados, a maioria da população de Ohio é adepta do Cristianismo (76%), sendo os Protestantes o maior grupo religioso cristão (56%), o estado tem uma forte tradição protestante inclusive a região sul do estado faz parte do Bible Belt, os maiores grupos protestantes são os Batistas, Metodistas, Luteranos, Presbiterianos e outros, o estado de Ohio é o segundo estado com mais seguidores da Igreja Unida de Cristo, perdendo apenas para Indiana, também tem uma grande comunidade Amish e é também o segundo estado com mais Quakers perdendo apenas para a Pensilvânia, O estado também possui uma comunidade significativa de católicos (18%) esses concentram nos grandes centros urbanos. Além dos Cristãos, o estado também possui comunidades de religiões minoritárias, como judeus, muçulmanos, budistas, hindus e outras religiões, o Judaísmo é a segunda maior religião no estado, estima-se que haja 160 mil judeus no estado, e é um dos estados com mais judeus no país, Aproximadamente 20% da população considera-se sem filiação religiosa. Ohio e é um dos mais religiosos da região norte, em termos gerais o estado de Ohio é considerado religioso, 56% da população adulta no estado considera a religião a muito importante em suas vidas, 25% considera a religião algo relativamente importante em suas vidas e 19% considera a religião algo pouco ou sem importância em suas vidas, também 40% afirma que frequenta a igreja semanalmente, 30% afirma que frequenta a igreja poucas vezes ao mês e mais 30% afirma que raramente ou nunca frequenta a igreja.

### Principais cidades
Cerca de 74% da população do Ohio vivem em cidades, com o restante vivendo em áreas rurais. Cerca de 85% da população do Estado vive em regiões metropolitanas, com metade de toda a população do Estado vivendo em uma das três maiores regiões metropolitanas do Ohio: Cincinnati, Cleveland e Columbus. Columbus é a cidade mais populosa do Estado, mas a região metropolitana mais populosa é Cincinnati. No total, o Estado possui 15 regiões metropolitanas. Deles, cinco estão divididos entre o Ohio e os Estados de Indiana, Kentucky ou Virgínia Ocidental.
- Akron (212 215 habitantes na cidade, 694 960 habitantes na região metropolitana)
- Canton (79 255 habitantes na cidade, 406 934 habitantes na região metropolitana)
- Cincinnati (317 361 habitantes na cidade, 2 009 632 habitantes na região metropolitana)
- Cleveland (461 324 habitantes na cidade, 2 148 143 habitantes na região metropolitana)
- Columbus (728 432 habitantes na cidade, 1 612 694 habitantes na região metropolitana)
- Dayton (161 696 habitantes na cidade, 848 153 habitantes na região metropolitana)
- Lima (40 081 habitantes na cidade, 106 234 habitantes na região metropolitana)
- Mansfield (50 557 habitantes na cidade, 127 949 habitantes na região metropolitana)
- Sandusky (27 844 habitantes na cidade, 78 665 habitantes na região metropolitana)
- Springfield (64 483 habitantes na cidade, 144 742 habitantes na região metropolitana)
- Steubenville (19 015 habitantes na cidade, 126 464 habitantes na região metropolitana)
- Toledo (308 973 habitantes na cidade, 659 188 habitantes na região metropolitana)
- Youngstown (79 271 habitantes na cidade, 602 964 habitantes na região metropolitana)

Marietta (14 515 habitantes) e Steubenville fazem parte de regiões metropolitanas cujo centro metropolitano é divido com áreas urbanas localizadas na Virgínia Ocidental. Parkersburg e Vienna são os outros núcleos da região metropolitana do qual Marietta faz parte, enquanto Weirton é o segundo núcleo da região metropolitana do qual Steubenville faz parte. O Condado de Belmont faz parte da região metropolitana de Wheeling, também localizada na Virgínia Ocidental, enquanto o Condado de Lawrence faz parte da região metropolitana de Huntington Wheeling–Ashland, localizados, respectivamente, na Virgínia Ocidental e em Kentucky.

## Economia
O produto interno bruto do Ohio foi de 466 bilhões de dólares em 2010. o Sétimo maior do país. A renda per capita do Estado, por sua vez, foi de 30 129 dólares, o 25º maior do país. A taxa de desemprego do Ohio é de 6,1%.
O setor primário responde por 1% do PIB do Ohio. O Estado possui cerca de 70 mil fazendas. Fazendas ocupam cerca de 60% do Estado. A agropecuária responde por 0,95% do PIB do Estado, e emprega aproximadamente 160 mil pessoas. Centro do Corn Belt, o Ohio é um dos maiores produtores nacionais de milho. O Estado é também um dos líderes nacionais na produção de soja, trigo e palha. Outros produtos agropecuários importantes são leite e carne bovina, ovos de galinha e tomates. A pesca e a silvicultura são responsáveis por cerca de 0,95% do PIB do Estado, empregando cerca de dois mil pessoas.
O setor secundário responde por 29% do PIB do Ohio. A indústria de manufatura — a maior fonte de renda do Estado — responde por 25% do PIB do Estado e emprega aproximadamente 1,13 milhão de pessoas. O valor total dos produtos fabricados no Estado é de 120 bilhões de dólares — atrás apenas da Califórnia e do Texas. Os principais produtos industrializados fabricados no Estado são equipamentos de transportes, maquinário, pneus e produtos de borracha, produtos químicos, aço, alimentos industrializados, produtos de plástico e borracha em geral, móveis e eletrodomésticos, vidro e material impresso. O Ohio é o segundo maior produtor nacional de aço, atrás apenas da Indiana. A indústria de construção responde por 3,8% do PIB do Estado, empregando aproximadamente 347 mil pessoas. A mineração responde por 0,2% do PIB do Ohio, empregando cerca de 22 mil pessoas. Os principais recursos naturais minerados no Estado são carvão, gás natural e granito.
O setor terciário responde por 70% do PIB do Ohio. Cerca de 18% do PIB do Estado vêm de serviços comunitários e pessoais. Este setor emprega mais de 1,95 milhão de pessoas. O comércio por atacado e varejo responde por 17% do PIB do Estado, e emprega aproximadamente 1,52 milhão de pessoas. Serviços financeiros e imobiliários respondem por cerca de 16% do PIB do Estado, empregando aproximadamente 475 mil pessoas. O principal centro financeiro do Estado é Cleveland, outros centros financeiros importantes são Cleveland e Toledo. Serviços governamentais respondem por 11% do PIB do Ohio, empregando aproximadamente 800 mil pessoas. Transportes, telecomunicações e utilidades públicas empregam 290 mil pessoas, e respondem por 8% do PIB do Ohio. Usinas termelétricas a carvão produzem cerca de 85% da eletricidade gerada no Estado, e o restante é produzida por usinas nucleares.
A economia de Ohio nominalmente seria a 21ª maior economia global, atrás da Arábia Saudita e à frente da Argentina de acordo com as estimativas de 2017 do PIB do Fundo Monetário Internacional. De acordo com o Bureau of Economic Analysis, no terceiro trimestre de 2017, o estado teve um PIB de US$ 656,19 mil milhões, ante US$ 517,1 mil milhões em 2012, e acima dos US$ 501,3 mil milhões em 2011. Em 2013, de acordo com a base de dados de atividades de negócios, Ohio foi classificado entre os dez primeiros estados para o melhor clima de negócios pela revista Site Selection. Na premiação da revista da Governor's Cup 2013, o estado foi derrotado apenas pelo Texas e Nebraska, com base no crescimento dos negócios e no desenvolvimento econômico. Um novo relatório da Quantitative Economics and Statistics Practices (QUEST) da Ernst & Young, em conjunto com o Conselho de Tributação Estadual (COST), classifica Ohio como o terceiro do país em ambiente fiscal mais amigável. O estudo, "Competitividade dos impostos estaduais e locais sobre novos investimentos", fornece uma comparação estado a estado das obrigações fiscais. Os cinco principais estados classificados com a menor taxa de imposto efetiva sobre novos investimentos são: (1) Maine (3,0%); (2) Oregon (3,8%); (3) Ohio (4,4%); (4) Wisconsin (4,5%); e (5) Illinois (4,6%).
Um novo relatório da Quantitative Economics and Statistics Practices (QUEST) da Ernst & Young em conjunto com o Conselho de Tributação Estadual (COST), classifica Ohio em terceiro lugar no país em ambiente fiscal mais amigável. O estudo, intitulado "Competitividade dos impostos estaduais e locais das empresas sobre novos investimentos", fornece uma comparação estado a estado das obrigações fiscais. Os 5 principais estados classificados com a menor taxa de imposto efetiva sobre novos investimentos são: (1) Maine (3,0%), (2) Oregon (3,8%), (3) Ohio (4,4%), (4) Wisconsin (4,5% ) e (5) Illinois (4,6%). Em 2013, Ohio foi classificado no Top 10 entre os estados com melhor clima de negócios pela revista Site Selection, com base em um banco de dados de atividades de negócios. O estado foi derrotado por Texas e Nebraska na premiação da revista Governor's Cup 2013, com base no crescimento dos negócios e no desenvolvimento econômico. Ohio foi classificado em 11º pelo conselho para os melhores estados de política amigável, de acordo com o Small Business Survival Index 2009. O Guia da Diretoria da Diretoria classificou o estado em 13º lugar no geral para melhor clima de negócios e em 7º para melhor clima de litígio. A Forbes classificou-a em 8º lugar como o melhor ambiente regulatório em 2009. Ohio também foi classificado em 8º pelo US News and World Report em 2008 como as melhores escolas de ensino médio. No geral, as escolas do estado foram classificadas em 5º lugar no país em 2010. No entanto, em 2016, as classificações do ensino médio do estado caíram para a 11ª posição, de acordo com o US News and World Report, e a 22ª posição geral em qualidade pela Education Week em 2017. O ano que terminou em julho de 2011 viu o estado ser classificado em quarto lugar no país em criação de empregos, atrás do Texas, Califórnia e Nova York. Em 2016, o estado não estava classificado entre os 10 primeiros para o crescimento do emprego, e entre 2015 e 2016, o estado viu uma redução na criação de empregos de 38.800. Desde fevereiro de 2010, o estado estava 2,5% abaixo da média nacional.
Depois da Califórnia e do Texas, Ohio é o terceiro maior estado manufatureiro dos EUA, com uma produção total em 2017 se aproximando de US$ 108 mil milhões. Sewde de mais de 12.000 fabricantes, 12,6% da força de trabalho de Ohio é dedicada à manufatura.
Ohio é considerado um centro de ciência e indústria, com museus dedicados a eles em Columbus, COSI, o Great Lakes Science Center em Cleveland, a Imagination Station em Toledo e o Boonshoft Museum of Discovery em Dayton. O estado inclui muitos setores historicamente fortes, como bancos e seguros, que respondem por 8% do produto bruto do estado, fabricação de veículos motorizados, pesquisa e desenvolvimento e produção de aço, respondendo por 14-17% da produção bruta do país. As indústrias mais tradicionais incluem a agricultura, empregando um em cada sete habitantes de Ohio, e os setores novos e em desenvolvimento incluem as indústrias de biociência, verde, informação e processamento de alimentos. Ohio é o maior fabricante de plásticos e borracha do país, tem o maior setor de biociências no meio-oeste e ficou em quarto lugar no país em crescimento econômico verde até 2007.
O estado é reconhecido internacionalmente como o "Corredor de células de combustível", enquanto Toledo é reconhecido como um centro solar nacional, Cleveland um centro de pesquisa de medicina regenerativa, Dayton um centro aeroespacial e de defesa, Akron a capital mundial da borracha, Colombo um centro de pesquisa e desenvolvimento tecnológico  e Cincinnati um centro mercantil.

## Educação

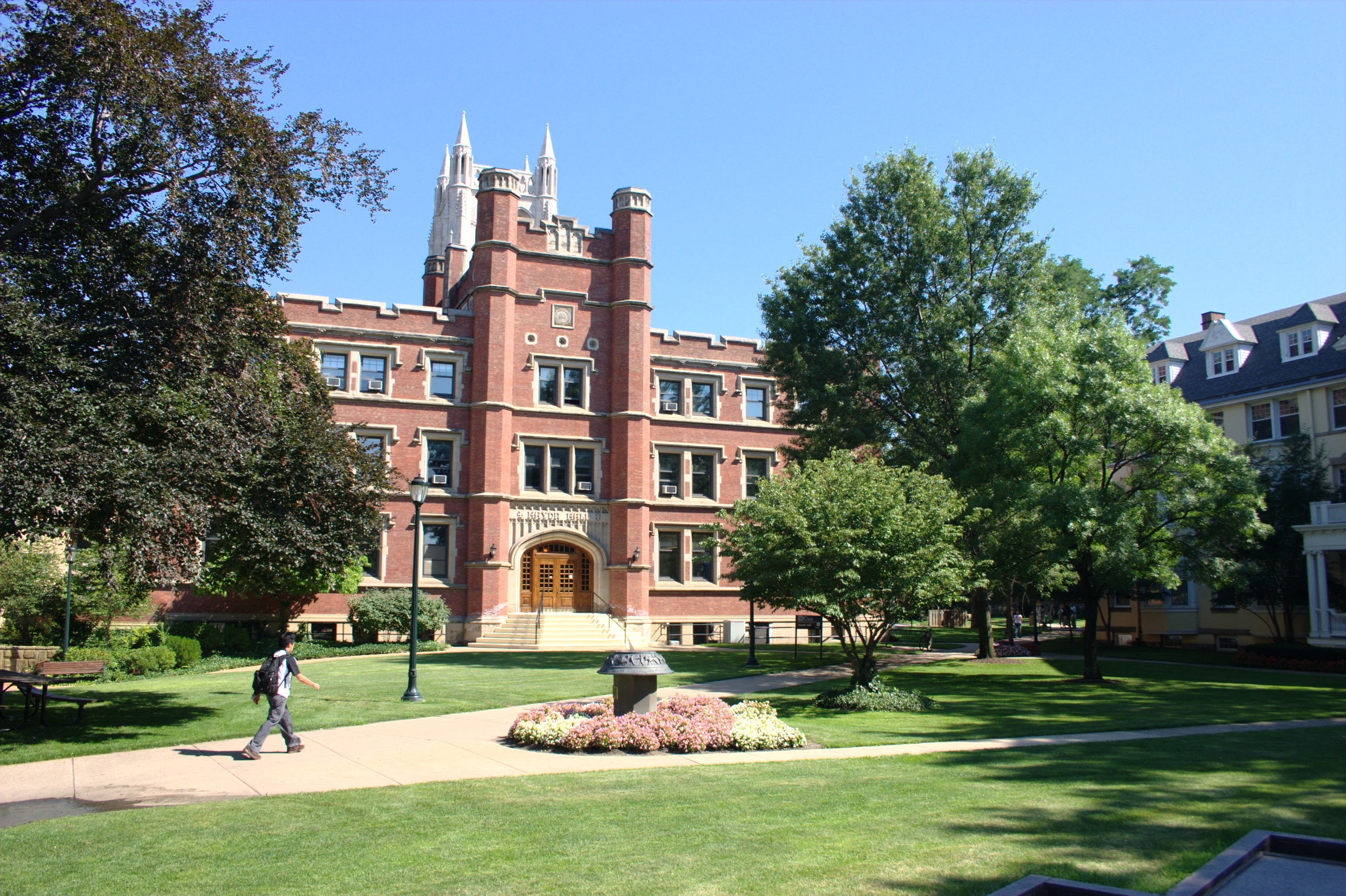
Campus da Universidade de Case Western Reserve

A primeira escola do Ohio foi inaugurada em 1773, criada por um missionário, com o objetivo de converter crianças nativas americanas à religião católica, e a impor ideais e costumes "ocidentais" a estas crianças. Em 1825, o governo do Estado autorizou a fundação de um sistema de educação pública composta apenas por escolas primárias, sendo que passou a fornecer verbas para a manutenção de escolas de segundo grau (high schools) a partir de 1853. Durante a década de 1960, diversos distritos escolares fecharam diversas de suas escolas por causa da falta de verbas.
Atualmente, todas as instituições educacionais no Ohio precisam seguir regras e padrões ditadas pelo Conselho Estadual de Educação do Ohio. Este conselho controla diretamente o sistema de escolas públicas do Estado, que está dividido em diferentes distritos escolares.
O conselho é composto por quatro membros eleitos pelo Legislativo e por oito membros escolhidos pelo governador, para termos de ofício de até quatro anos de duração. Cada cidade primária (city), diversas cidades secundárias (towns) e cada condado, é servida por ao menos um distrito escolar. No Ohio, um dado distrito escolar frequentemente opera em várias cidades ao mesmo tempo, mesmo tendo foco em uma dada cidade. O Estado possui no total mais de 600 distritos escolares. Nas cidades, a responsabilidade de administrar as escolas é do distrito escolar municipal, enquanto que em regiões menos densamente habitadas, esta responsabilidade é dos distritos escolares operando em todo o condado em geral. O Ohio permite a operação de escolas charter — escolas públicas independentes, que não são administradas por distritos escolares, mas que dependem de verbas públicas para operarem. Atendimento escolar é compulsório para todas as crianças e adolescentes com mais de seis anos de idade, até a conclusão do segundo grau ou até os dezesseis anos de idade.
Em 1999, as escolas públicas do Estado atenderam cerca de 1,837 milhão de estudantes, empregando aproximadamente 116,2 mil professores. Escolas privadas atenderam cerca de 254,5 mil estudantes, empregando aproximadamente 16,2 mil professores. O sistema de escolas públicas do Estado consumiu cerca de 12,207 bilhões de dólares, e o gasto das escolas públicas foi de aproximadamente 7,3 mil dólares por estudante.
A primeira biblioteca do Ohio foi fundada em 1804, em Belpre. O sistema de bibliotecas públicas de Cleveland é uma das maiores dos Estados Unidos. O Estado possui atualmente 250 sistemas de bibliotecas públicas, que movimentam anualmente uma média de 13,8 livros por habitante. A primeira instituição de educação superior do Ohio, a Universidade de Ohio, foi fundada em Athens, em 1804. Atualmente, o Ohio possui 179 instituições de educação superior, dos quais 61 são públicas e 118 são privadas. O sistema de instituições de educação superior pública do Estado é o Sistema de Universidades do Ohio.

## Transportes e telecomunicações
O Ohio, desde que tornou-se um Estado em 1803, fora um centro de transportes e conexão, entre o leste e o centro-oeste americano. Numerosas ferrovias e rodovias transcontinentais cortam o Estado. O principal centro rodoviário do Ohio é Columbus, enquanto que Cleveland é o principal centro ferroviário, portuário e aeroportuário do Estado.
O aeroporto mais movimentado do Estado é o Aeroporto Internacional de Cleveland, seguido pelos aeroportos internacionais de Columbus, Dayton, Toledo e Cincinnati. Em 2002, o Ohio possuía 8 417 quilômetros de ferrovias. Em 2003, o Estado possuía 198 789 quilômetros de estradas e rodovias, dos quais 2 533 quilômetros eram considerados parte do sistema federal de rodovias interestaduais.
O primeiro jornal do Ohio, o The Centinel of the North-Western Territory, foi impresso pela primeira vez em 1793, em Cincinnati. O primeiro jornal abolicionista do país, o The Philanthropist, foi impresso em Ohio, em 1817, em Mount Pleasent. São atualmente publicados no Estado mais de 330 jornais, dos quais 80 são diários. Outros 370 periódicos são impressos no Estado.
A primeira estação de rádio do Ohio foi fundada em 1922, em Cleveland. No mesmo ano, a primeira estação de rádio para fins educacionais foi criada em Columbus, pela Universidade de Ohio. A primeira estação de televisão foi fundada em 1947, em Cleveland. Atualmente, o Ohio possui 297 estações de rádio — dos quais 106 são AM e 191 são FM — e 44 estações de televisão.

## Cultura

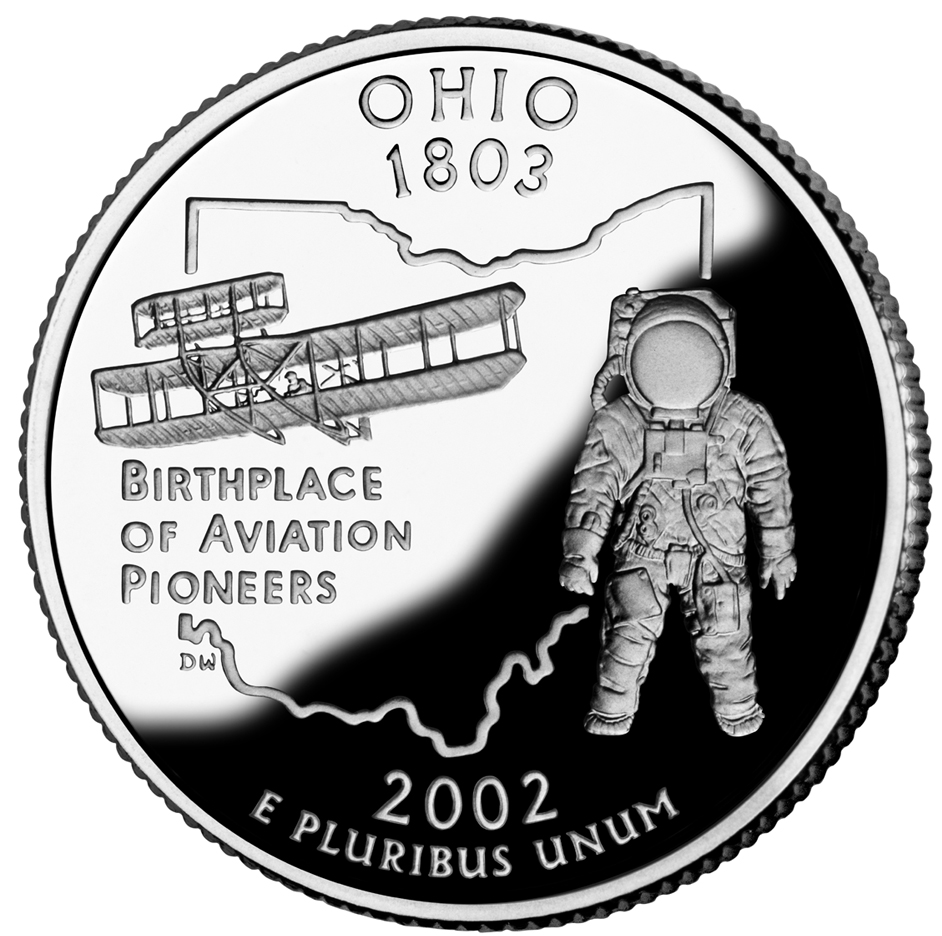
Moeda de 25 centavos de dólar americano do Ohio. Nativos do Ohio tem pioneirado ao longo da história da aviação, como os primeiros voos de um avião até o envio de astronautas para o espaço e para a Lua.

Numerosos inventores e pioneiros são nativos do Ohio. Entre eles, destacam-se:
- Thomas Edison, inventor de numerosas invenções, incluindo a lâmpada incandescente.
- Wilbur Wright. Os Irmãos Wright realizariam numerosos voos de teste no Ohio antes de realizarem o que é considerado por muitos o primeiro voo bem sucedido de um avião em 17 de dezembro de 1903, em Kitty Hawk, Carolina do Norte, não muito longe de Ohio.
- Charles F. Kettering, inventor do sistema de ignição de automóveis.
- Charles M. Hall, autor do processo de refino de alumínio.
- John H. Glenn, Jr., primeiro americano a orbitar no espaço.
- Neil Armstrong, primeira pessoa a pisar na Lua.
- Jake Paul e Logan Paul, youtubers que nasceram e cresceram em Ohio.
- Twenty One Pilots, uma banda de garagem originalmente criada em Ohio e famosa no mundo inteiro, está atualmente com mais de 5 milhões de fãs em toda a internet.
- Maynard James Keenan, vocalista do Tool e A Perfect Circle nascido em Ravenna

### Símbolos do estado
- Árvore: Ohio Buckeye (Aesculus glabra)
- Bebida: Suco de tomate
- Cognomes:
  - Buckeye State
  - Mother of Modern Presidents (não oficial)
- Flor: Dianthus caryophyllus
- Fóssil: Trilobita
- Fruta: Maçã
- Inseto: Joaninha
- Lemas: With God all things are possible (Com Deus todas as coisas são possíveis)
  - The heart of it all (O coração de tudo, exibido nas placas de licença do Estado entre 1991 e 2001 (não oficial)
  - So much to discover (Tanto para descobrir, adotado como parte do bicentenário do Estado (não oficial)
- Mamífero: Odocoileus virginianus
- Música: Beautiful Ohio (Belo Ohio)
- Pássaro: Cardinalis cardinalis
- Pedra preciosa: Sílex do Ohio
- Réptil: Coluber constrictor

## Esportes

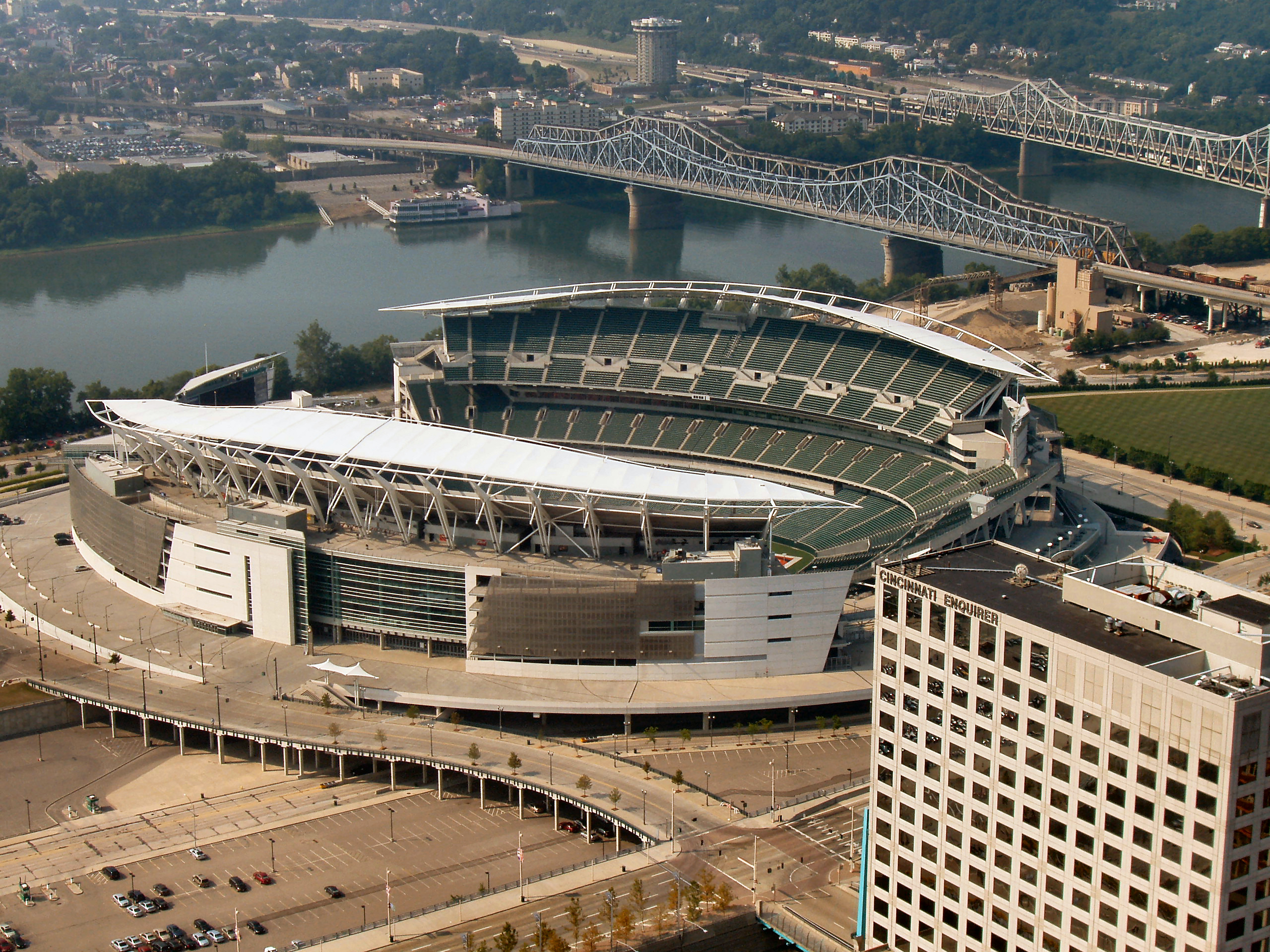
Paul Brown Stadium em Cincinnati.

O estado de Ohio é um dos estados mais tradicionais nos esportes americanos.
Ohio é o estado onde nasceu a principal liga de futebol americano dos Estados Unidos a NFL, atualmente o estado possui 2 times na NFL: o Cincinnati Bengals e o Cleveland Browns.
No estado também foi onde nasceu a primeira equipe esportiva profissional do mundo, o time de beisebol Cincinnati Red Stockings em 1869, atualmente na Major League Baseball o estado é representado pelo Cincinnati Reds que foi criado em homenagem ao Red Stockings e pelo Cleveland Indians.
Na NHL o estado é representado pelo Columbus Blue Jackets.
Na NBA é representado pelo Cleveland Cavaliers, time qual a lenda do basquetebol, LeBron James, iniciou sua carreira e jogou durante 11 anos.
Na MLS é representado pelo Columbus Crew.
Na NCAA é representado pela equipe de "American Football" da universidade do estado de ohio (Ohio State University Buckeyes).
Lista das principais equipes nos dias atuais:
- Cleveland Cavaliers – NBA
- Cleveland Browns – NFL
- Cleveland Indians – MLB
- Columbus Crew – MLS
- Columbus Blue Jackets – NHL
- Cincinnati Reds – MLB
- Cincinnati Bengals – NFL
- Ohio State Buckeyes – NCAA